# Przemysław Kocot
Przemysław Kocot (ur. 31 stycznia 1986 w Jeleniej Górze) – polski piłkarz, występujący na pozycji obrońcy. Obecnie zawodnik Znicza Pruszków.

## Kariera piłkarska

### KS Polkowice
W lipcu 2011 roku trafił do KS Polkowice.

### Nielba Wągrowiec
10 kwietnia 2013 roku został zarejestrowany w Nielbie Wągrowiec.

### Warta Poznań
W lipcu 2013 roku został zgłoszony przez Wartę Poznań do rozgrywek II ligi w sezonie 2013/2014.

### Łódzki Klub Sportowy
W styczniu 2016 podpisał kontrakt z ŁKS-em Łódź.